# دهلی
دهلی (‎/ˈdɛli/‎، تلفظ هندوستانی: [d̪ɪlli:] Dilli)، دومین کلانشهر پرجمعیت هندوستان است و دهلی‌نو، پایتخت هند، نیز بخشی از این کلانشهر است. دهلی طبق سرشماری سال ۲۰۰۱ با جمعیتی برابر ۱۳٬۷۸۲٬۹۷۶ نفر جمعیت مرکزی و بیش از ۲۲ میلیون نفر در کلان‌شهر دهلی بزرگ‌ترین شهر هند است و با قدمتی افزون بر ۵۰۰۰ سال به همراه دمشق، بنارس و شوش از قدیمی‌ترین شهرهای جهان محسوب می‌شود. این شهر تاکنون ۱۱ بار ویران گشته و از نو ساخته شده‌است. دهلی آمیخته‌ای است از جامعه سنتی و مدرن و نمودی است از اجتماع مذاهب، قومیت‌ها و فرهنگ‌های مختلف.

## جغرافیا
شهر دهلی در ناحیه مرکزی نیمه شمالی هند و در ساحل غربی رود یامونا (جمنا) واقع شده و دارای ۲۳۹ متر ارتفاع از سطح دریا است. وسعت ناحیه پایتختی ملی دهلی برابر ۱۴۸۳ کیلومتر مربع است که ۷۰۰ کیلومتر آن ناحیه شهری و ۷۴۳ کیلومتر مربع ناحیه روستایی است و از بزرگ‌ترین کلانشهرهای جهان محسوب می‌شود. ناحیه پایتختی ملی دهلی یا ایالت دهلی که دهلی‌نو مرکز آن است، از طرف شرق به ایالت اوتارپرادش و از طرف شمال، غرب و جنوب به ایالت هاریانا محدود می‌شود؛ و تماماً بر روی جلگه رود گنگ واقع است.

## آب و هوا
دهلی در مقایسه با سایر مناطق هندوستان، به‌داشتن هوای نه‌چندان مطلوب مشهور است. از طرفی گرما و خشکی بیابان‌های راجستان را دارد و از طرفی سرمای هیمالیا. بین آوریل تا اکتبر هوا گرم و سوزان است معمولاً بالای ۴۰ درجه سانتی‌گراد. در فصل باران‌های موسمی به‌ویژه در ماه‌های ژوئیه و اوت باران‌ها سیل‌آسا هستند و در زمستان مخصوصاً در دسامبر و ژانویه دما تا نزدیکی صفر پایین می‌آید.
به‌طور کلی دهلی دارای سه فصل آب و هوایی است:
1. فصل باران‌های موسمی یا مانسون از اول ماه جون به مدت چهار تا پنج ماه.
2. فصل سرما از اول ماه نوامبر به مدت چهار ماه و فصل گرما از اواسط ماه مارس به مدت سه ماه.
3. آب و هوای دهلی در بهار گرم و مرطوب است و باید از کولر گازی استفاده کرد. در طول زمستان نیز حداقل برای سه ماه نیاز به استفاده از بخاری احساس می‌شود.

## تاریخ
از سال ۱۷۷۲ تا ۱۹۱۱ شهر کلکته پایتخت هندوستان بود ولی به دلیل مرکزیت دهلی، جرج پنجم بریتانیا، که در دههٔ ۱۹۰۰ پادشاه هند به‌شمار می‌آمد پایتخت را از کلکته به دهلی نو منتقل کرد.
این شهر دارای پنج هزار سال قدمت است و آثار دوران تمدن موهنجودارو یا دره رود سند در آن یافت شده‌است. دهلی اولین پایتخت حکومت مسلمانان از قرن دوازده تا ۱۹ میلادی بوده و طی قرون متمادی، جنگ‌ها و ویرانی‌های فراوانی را به خود دیده‌است که از مهم‌ترین آن‌ها حمله تیمور و نادر شاه به این شهر را می‌توان نام برد. تخت طاووس و الماس معروف دریای نور از غنائم با ارزشی به حساب می‌آید که از این شهر به ایران منتقل شده‌است.
اولین جنگ برای استقلال سرزمین هند، در سال ۱۸۷۵ در شهر دهلی به وقوع پیوست. انگلیسی‌ها در سال ۱۹۱۱ مرکز حکومت خود را از کلکته به این شهر انتقال دادند. طراحی و احداث دهلی نو بلافاصله پس از استقرار حکومت انگلیسی‌ها، توسط یک معمار برجسته انگلیسی به نام «ادوین لوتینز» در جنوب دهلی آغاز شد. دهلی نو پس از استقلال به‌عنوان پایتخت هند معرفی شد.

## گردشگری

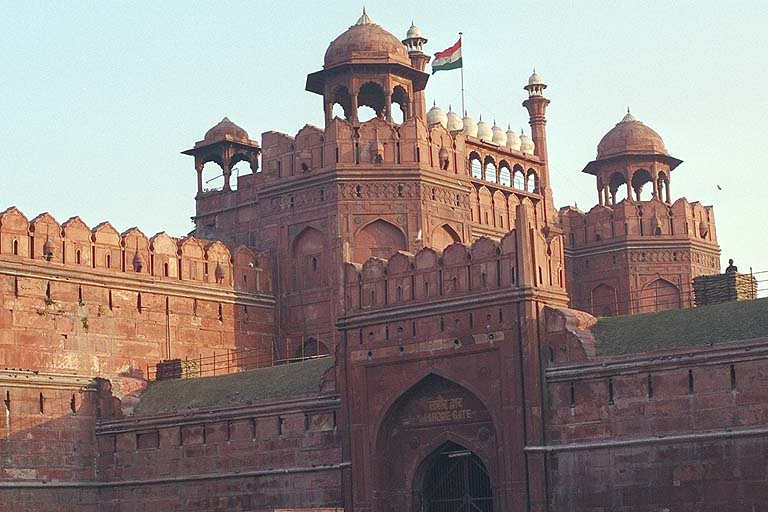
قلعه سرخ یا رد فورت

در کلان‌شهر دهلی اماکن تاریخی و گردشگری زیادی موجود است و این شهر، ظرفیت قابل قبولی برای پذیرایی گردشگران دارد. از مهم‌ترین اماکن جلب گردشگر در این شهر می‌توان به مراکز زیر اشاره کرد:
- قلعه سرخ (رد فورت یا لال قلعه Red Fort or Lal Qila)

بزرگ‌ترین مرکز جلب توریست در دهلی است؛ که دستور احداث این قلعه را شاه جهان امپراتور گورکانی، وقتی که پایتخت خود را از اگرا به دهلی تغییر داد، صادر کرد. ساخت آن نه سال به طول انجامید و در سال ۱۶۴۸ تکمیل شد. این قلعه به وسیله دیواری از سنگ‌های قرمز رنگ محصور شده که طول آن ۵/۲ کیلومتر و ارتفاع آن از ۱۶ تا ۳۳ متر متغیر است.
این بنا شامل بخش‌ها و اجزاء مختلفی است که شامل تالارها، ایوان‌ها و بناهای گوناگون خصوصی و عمومی باشکوه و زیبایی است که معروفترین آنها را می‌توان به‌این ترتیب نام برد:
- دروازه لاهور (Lahore Gate)، دروازه دهلی (Delhi Gate)، دروازه فیل (Elephant Gate)، چاتاچوک (Chatta Chowk)، نقاره‌خانه (Naqqar Khana) یا نوبت خانه (Naubat Khana)، دیوان عام (Diwan-i-Am)، کرسی (Qursi) یا تخت شاهی، لال پرده (Lal Pardah) یا پرده قرمز، باغ حیات بخش  (Hayat Baksh Bagh)، دیوان خاص (Diwan-i-Khas)، خاص محل (Khas Mahal)، موسامان بُرج (Mussaman Burj)، نهر بهشت (Nahr-i-Behisht)، میزان عدالت (Scale of Justice)، ساوان و بادان (Sawan and Bhadon)، ظفر محل (Zafar Mahal)، حمام (Hammam)، زنانه (Zenana) یا اندرونی،  ممتاز محل (Mumtaz Mahal)، رنگ محل (Rang Mahal)، دعوت‌خانه (Daawat Khana)، موتی مسجد (Moti Masjid) یا مسجد مروارید و دو موزه است.

آن را با قلعه دیگری که به همین نام «قلعه سرخ» مشهور است و در آگرا ساخته شده، نباید اشتباه گرفت.
- مسجد جامع دهلی

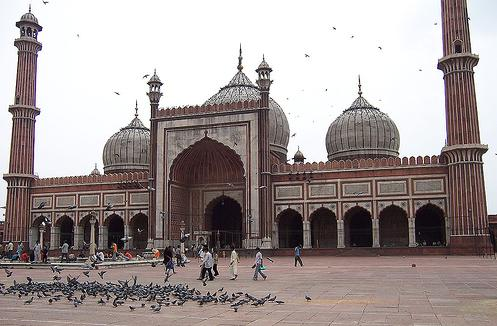
مسجد جامع دهلی

مسجد جامع دهلی یا «مسجد جهان‌نما» از بزرگ‌ترین مساجد هندوستان و از باشکوهترین مساجد در جهان اسلام است. این بنا به دستور شاه جهان سازنده تاج محل در سال ۱۶۵۶ میلادی ساخته شده‌است. این مسجد که روبروی قلعه سرخ، در قسمت دهلی قدیم قرار دارد، یکی از مراکز مهم مسلمانان هند به‌شمار می‌رود. محوطه خارجی این مسجد می‌تواند بیش از ۲۵ هزار نمازگزار را در خود جای دهد و ازجمله اشیاء باستانی که در این مسجد نگهداری می‌شود، قرآنی است که روی پوست آهو نوشته شده‌است. برای ساخت این مسجد ۵۰۰۰ کارگر به مدت بیش از شش سال کار کرده‌اند. سقف این مسجد دارای سه گنبد است که روی آن‌ها با مرمرهای سیاه و سفید تزیین شده‌است. دو مناره این مسجد دارای ۴۰ متر ارتفاع هستند.

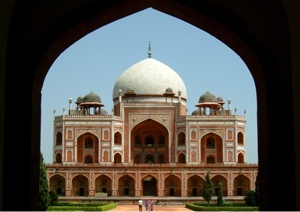
آرامگاه همایون اولین باغ ساخته شده به سبک ایرانی در شبه قاره

- آرامگاه همایون (همایون تمب Humayun's Tomb)

همایون دومین پادشاه امپراتوری مغولی هند یا گورکانیان هند بود که پس از پانزده سال که در دربار ایران پناهنده بود به کمک شاه طهماسب اول تاج و تخت خود را بازستاند و به هند برگشت اما پس از چند ماه به‌طور ناگهانی و بر اثر سقوط از پله‌های کتابخانه‌اش فوت کرد. این آرامگاه با شکوه به دستور همسر وی حمیده بانو بیگم که در ایران با معماری ایرانی آشنا شده بود ساخته شد. کار ساخت این بنا در سال ۱۵۶۲ یک سال پس از مرگ همایون آغاز و هشت سال به طول انجامید. معماران این باغ سید محمد بن میرک غیاث الدین و پدر وی میرک غیاث الدین بودند که از هرات به دهلی آورده شده بودند. این آرامگاه با الهام از مقابر ایرانی و فضای چهار باغ یا باغ جنت ساخته شده که اولین باغ به این سبک در هندوستان به‌شمار می‌رود.

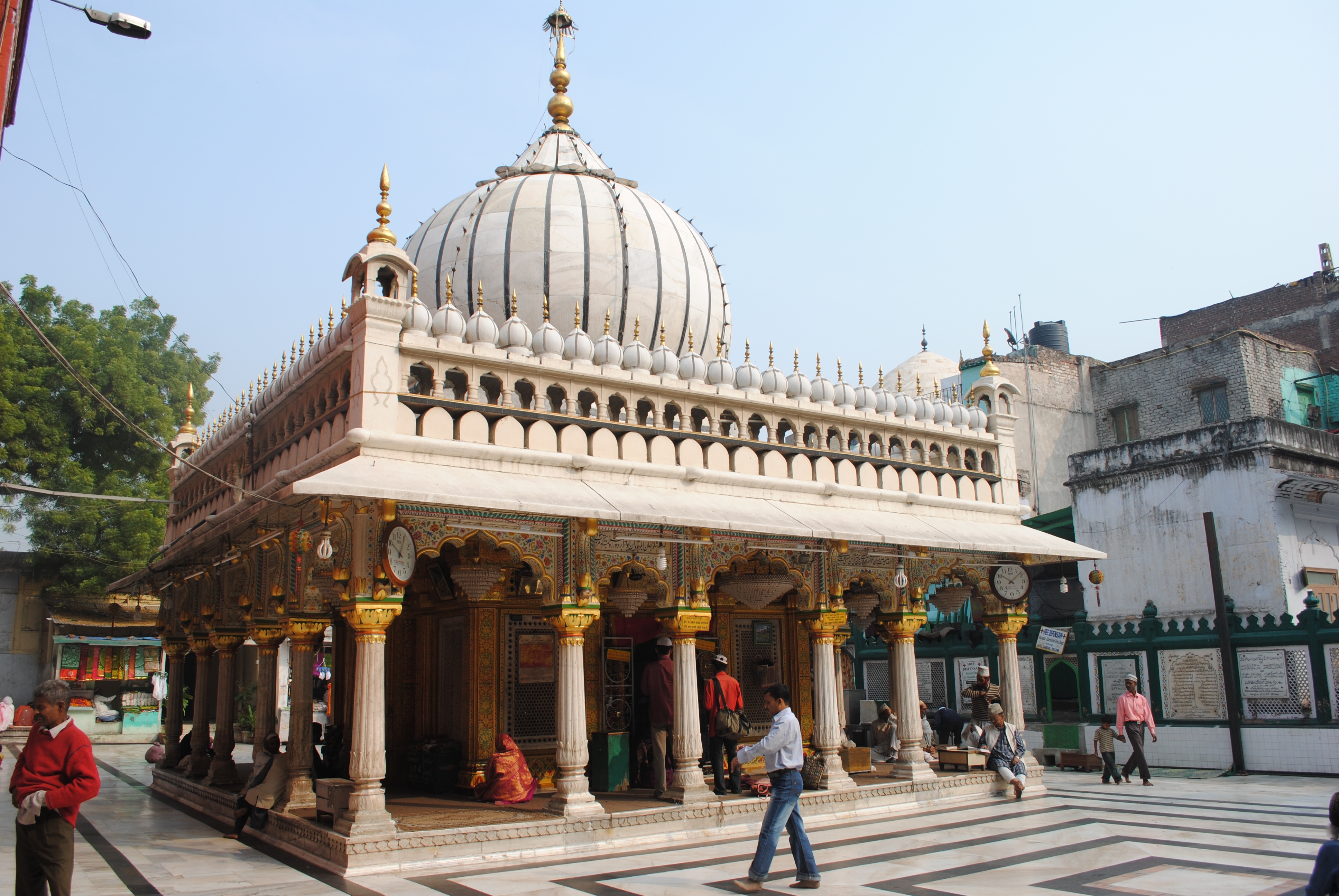
مقبره یا درگاه نظام‌الدین اولیاء در دهلی

- درگاه حضرت نظام‌الدین اولیا (Hazrat Khawaja Nizamuddin Auliya)

آرامگاه صوفی بزرگ هند، خواجه نظام الدین اولیا (۱۲۳۸–۱۳۲۵ میلادی) در محلی شلوغ و پرتراکم، میزبان جمع کثیری از زایران مسلمان و غیرمسلمان است. شاه نظام‌الدین اولیاء در ۷۲۵ ه‍.ق در دهلی دیده از جهان فروبست و در همان‌جا دفن شد. مجموعه درگاه یا آرامگاه وی در مقبرهٔ شکرگنج هندوستان در نزدیکی آرامگاه همایون در محلی شلوغ و پرتراکم که به نام خود او منطقه «حضرت نظام‌الدین» شناخته می‌شود، مورد بازدید تعداد زیادی از مردم و زیارتگاه مسلمانان و اهل تصوف است و هر سال یک روز برای وی در این محل مجلس یادبود تشکیل می‌شود و هزاران مسلمان در آنجا اجتماع می‌کنند و از طرف خطباء خطبه‌ها خوانده می‌شود. آرامگاه امیرخسرو دهلوی از مریدان نظام‌الدین اولیاء بود نیز در همین مجموعه قرار دارد.
- قُطُب منار (Qutub Minar)

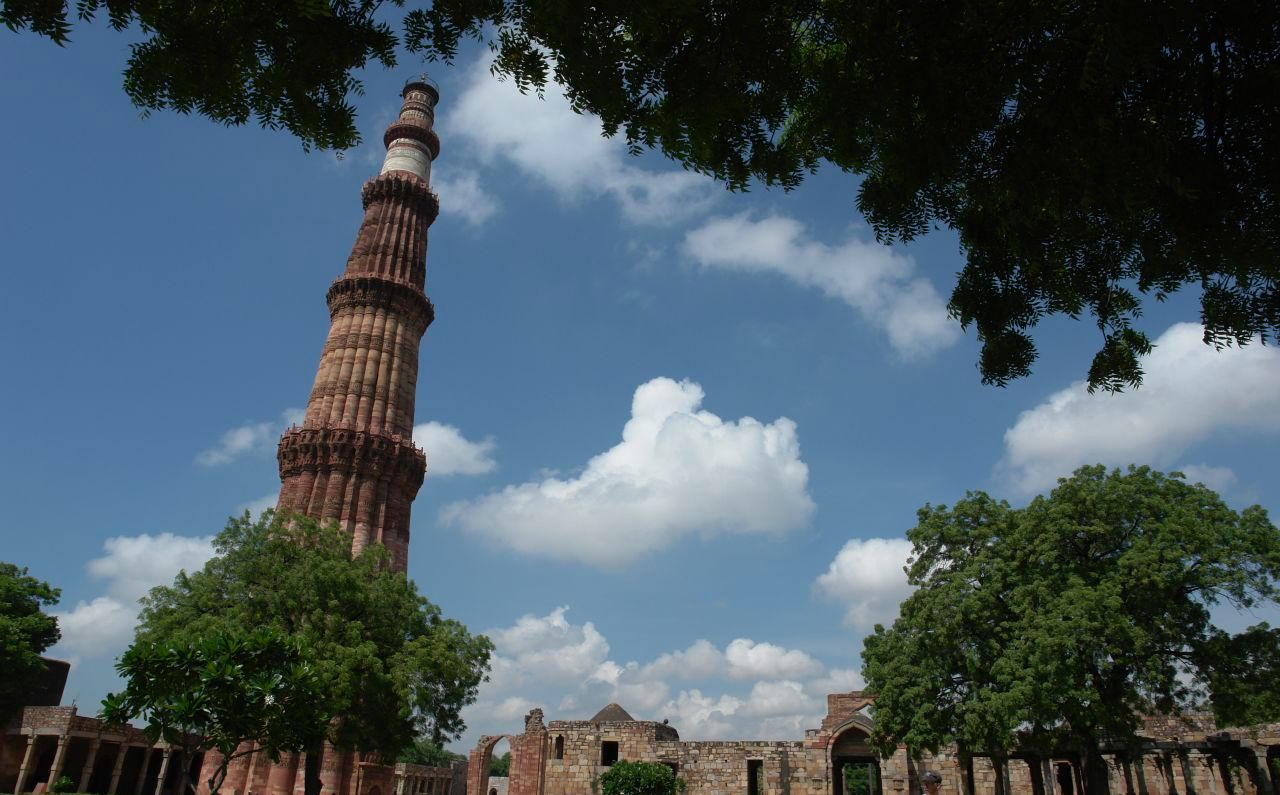
قُطُب منار

ارتفاع این منار عظیم۷۲/۵ متر است که ۳۹۹ پله دارد و بلندترین بنای آجری دنیاست. این بنا از سنگ ساخته شده و جزو اولین بناهای عظیم هند و از نمونه‌های بارز معماری هندو-اسلامی است. تزئینات روی این منار بی‌نظیر است. این بنا در کنار مسجد قوة الاسلام در سال ۱۱۹۹ میلادی توسط قطب الدین ایبک در جنوب شهر دهلی و بر روی خرابه‌های تعداد زیادی از معابد مربوط به آئین جینیسم ساخته شده‌است. آنچه این مسجد را جذابتر می‌کند وجود یک ستون مرموز از فلزی ناشناخته است. این ستون فلزی از آلیاژ ناشناخته‌ای ساخته شده که هرگز زنگ نمی‌زند و رنگ عوض نمی‌کند و فرسوده نیز نمی‌شود. این ستون فلزی در صحن اصلی مسجد نصب شده و مربوط به قرن پنجم میلادی است که عامه، حلقه کردن دست از پشت، دور این ستون را خوش‌یمن می‌دانند.
قطب منار همراه با مسجد قوة الاسلام و بقایای چندین بنای قدیمی دیگر «مجموعه قطب» در دهلی را تشکیل می‌دهد.

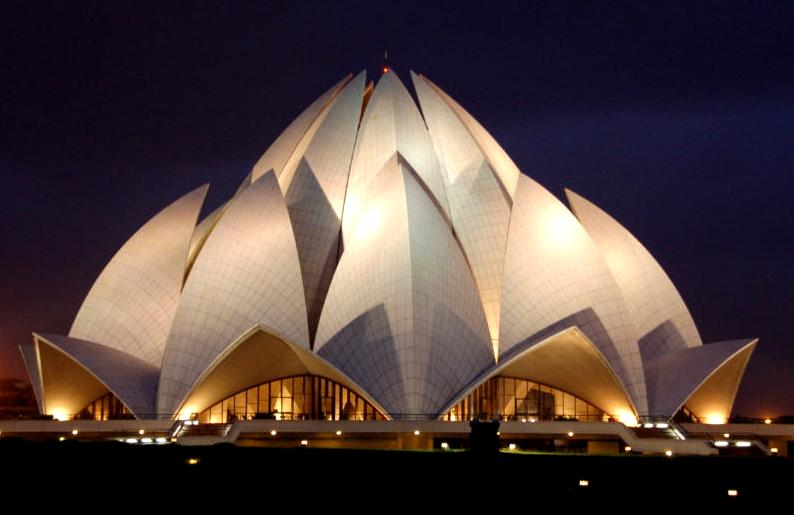
معبد نیلوفر یا لوتوس تمپل

- لوتوس تمپل یا معبد نیلوفر (Bahá'í Houses of Worship یا Lotus Temple)

معبد آیین بهائی یا مشرق الاذکار بهائیان در شهر دهلی‌نو است که از معروفترین بناهای مدرن هند به‌شمار می‌آید و به عنوان مادر معابد شبه قاره هند شناخته شده‌است. به معماری این بنا که به شکل گل لوتوس است جوایز معتبر بین‌المللی بسیاری تعلق گرفته و مقالات بیشماری در نشریات معتبر جهانی دربارهٔ آن نوشته‌اند.
- بنای یادبود مهاتما گاندی (راج گت Raj Ghat)

سکوی چهار گوش ساده‌ای از مرمر سیاه، محل نگهداری خاکستر مهاتما گاندی است که در سال ۱۹۴۸ به قتل رسید. هر ساله در روز سی‌ام ژانویه، روز شهید، به یاد پدر ملی هند گردهمایی در این محل تشکیل می‌شود.

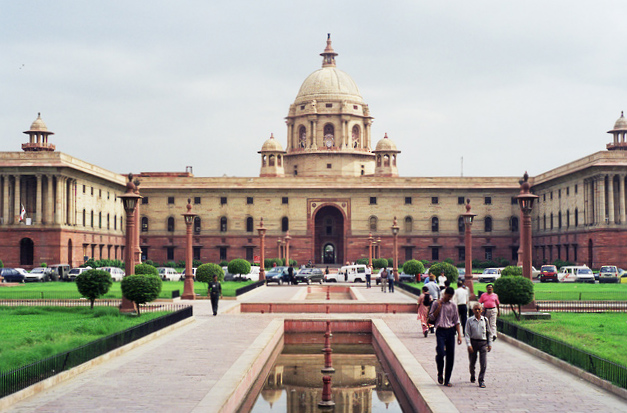
دفتر نخست‌وزیر و وزارت خارجه هند (معروف به ساوت بلاک South Block) در مجموعه راشتراپاتی بهاوان

- کاخ ریاست جمهوری راشتراپاتی بهاوان (Rashtrapati Bhavan) و مغول گاردن

در سمت منتهی‌الیه غربی میدان مرکزی دهلی نو که دروازه هند در میان آن قرار گرفته، مجموعه بزرگ کاخ ریاست جمهوری قرار دارد. دفتر نخست‌وزیر و وزارت خارجه (معروف به ساوت بلاک South Block) در حاشیه شرقی و ساختمان مدور مجلس هند نیز در حاشیه شمال شرقی این کاخ واقع شده‌است. این مجموعه، بخش اصلی از معماری انگلیسی دهلی‌نو است.
کاخ ریاست جمهوری دارای تالارهای بزرگ و ۳۴۰ اتاق است. باغ زیبا و معروف مغول گاردن در انتهای غربی محوطه این کاخ قرار دارد که سالی یک ماه، بازدید عموم از آن آزاد است.
سالن معروف آشوکا در طبقه دوم این کاخ قرار دارد که محل برگزاری رسمی‌ترین برنامه‌های رئیس‌جمهور هندوستان است. سقف این سالن و حاشیه فوقانی دیواره‌های آن به مساحتی بیش از ۷۵۰ متر مربع، تماماً با نقاشی‌های ایرانی و اشعار فارسی پوشیده شده‌است.

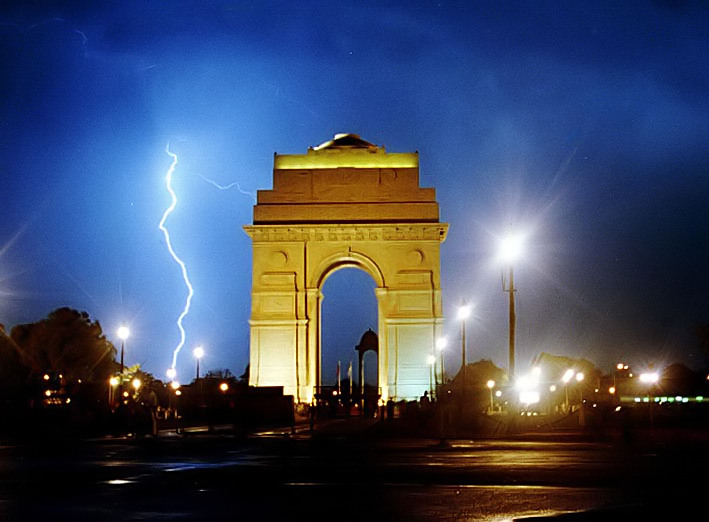
دروازه هند دهلی

- دروازه هند (ایندیا گیت India Gate)

این بنای باشکوه با ارتفاع ۴۲ متر در محوطه‌ای باز و نزدیک به کاخ ریاست جمهوری هند توسط معمار انگلیسی دهلی نو در سال ۱۹۳۱ ساخته شده‌است. در واقع یادبودی است برای ۹۰ هزار سرباز هندی که در جنگ جهانی اول کشته شده‌اند و نام این سربازان بر دیوارهای این بنا حک شده‌است. (با دروازه هند در بمبئی اشتباه نشود)
- جنتر منتر(Jantar Mantar)

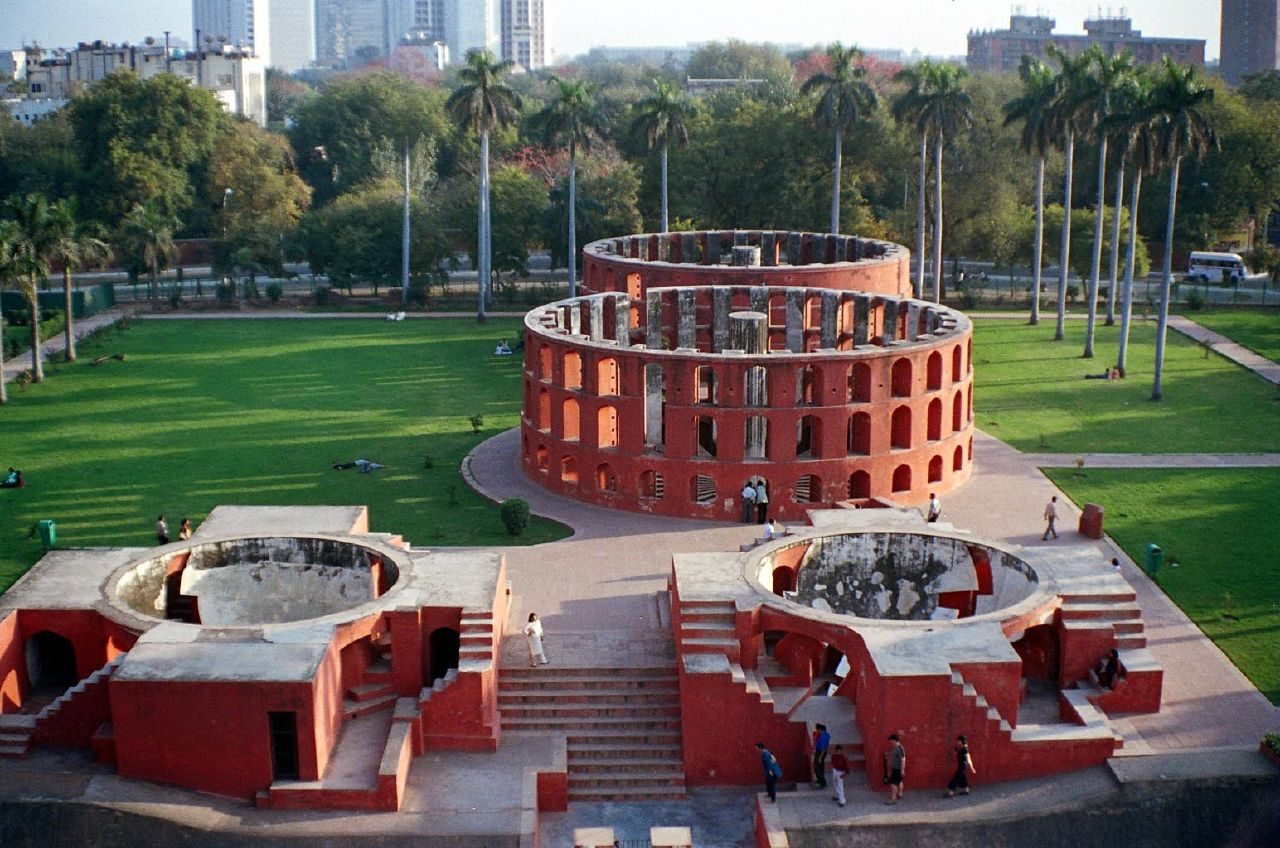
جنتر منتر یا رصدخانه دهلی

این بنا به عنوان مرکز رصدخانه و تحقیقاتی نجومی توسط حاکم جی پور، در سال ۱۷۲۴ ساخته شده‌است. توسط این بنا که دارای محاسبات نجومی است، گردش ستارگان را اندازه‌گیری می‌کردند.
- قلعه کهنه هند (پورانا کیلا Purana Quila)

قلعه کهنه هند معروف به پورانا کیلا بر روی خرابه‌های شهر کهن پاندواها که زمانی در کنار رودخانه یامونا قرار داشته، توسط شیر شاه سوری سلطان افغان که بر همایون شورید و دهلی را تصرف کرد طی سال‌های ۱۵۳۸ و ۱۵۴۵ ساخته شده‌است.

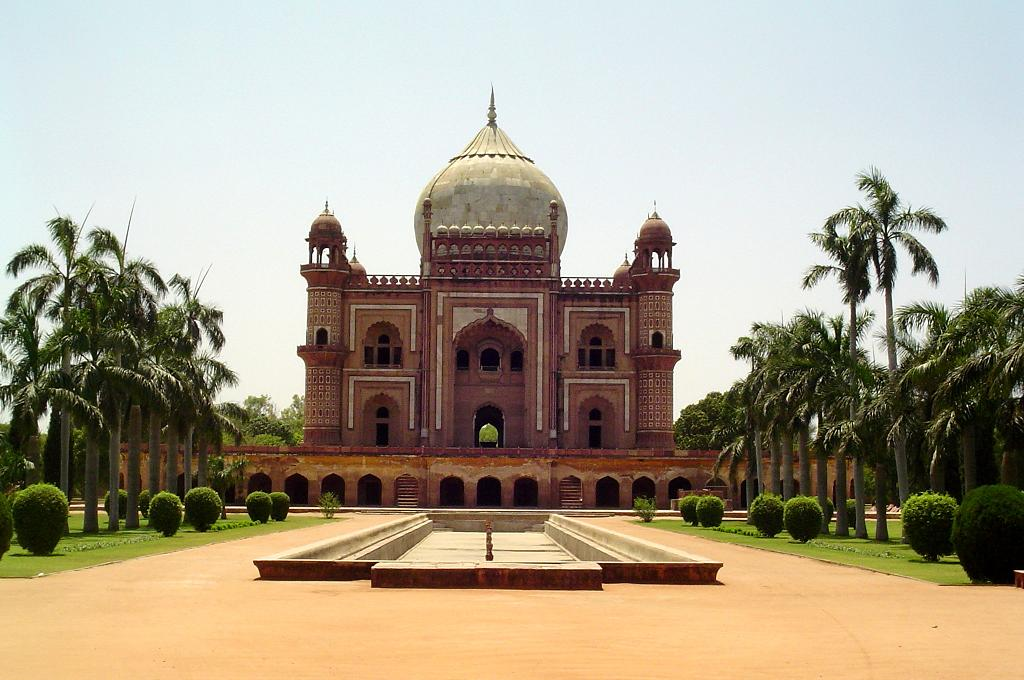
آرامگاه صفدر جنگ

- آرامگاه صفدر جنگ (Safdarjung's Tomb)

بنای آرامگاه صفدر جنگ، وزیر دربار گورکانی، آخرین سبک معماری باغ مقبره‌ای دهلی در دوران امپراتوری مغولی هند است که در خلال سال‌های ۱۷۵۳ تا ۱۷۵۴ در زمان محمد شاه گورکانی، پادشاه هند، ساخته شده‌است.

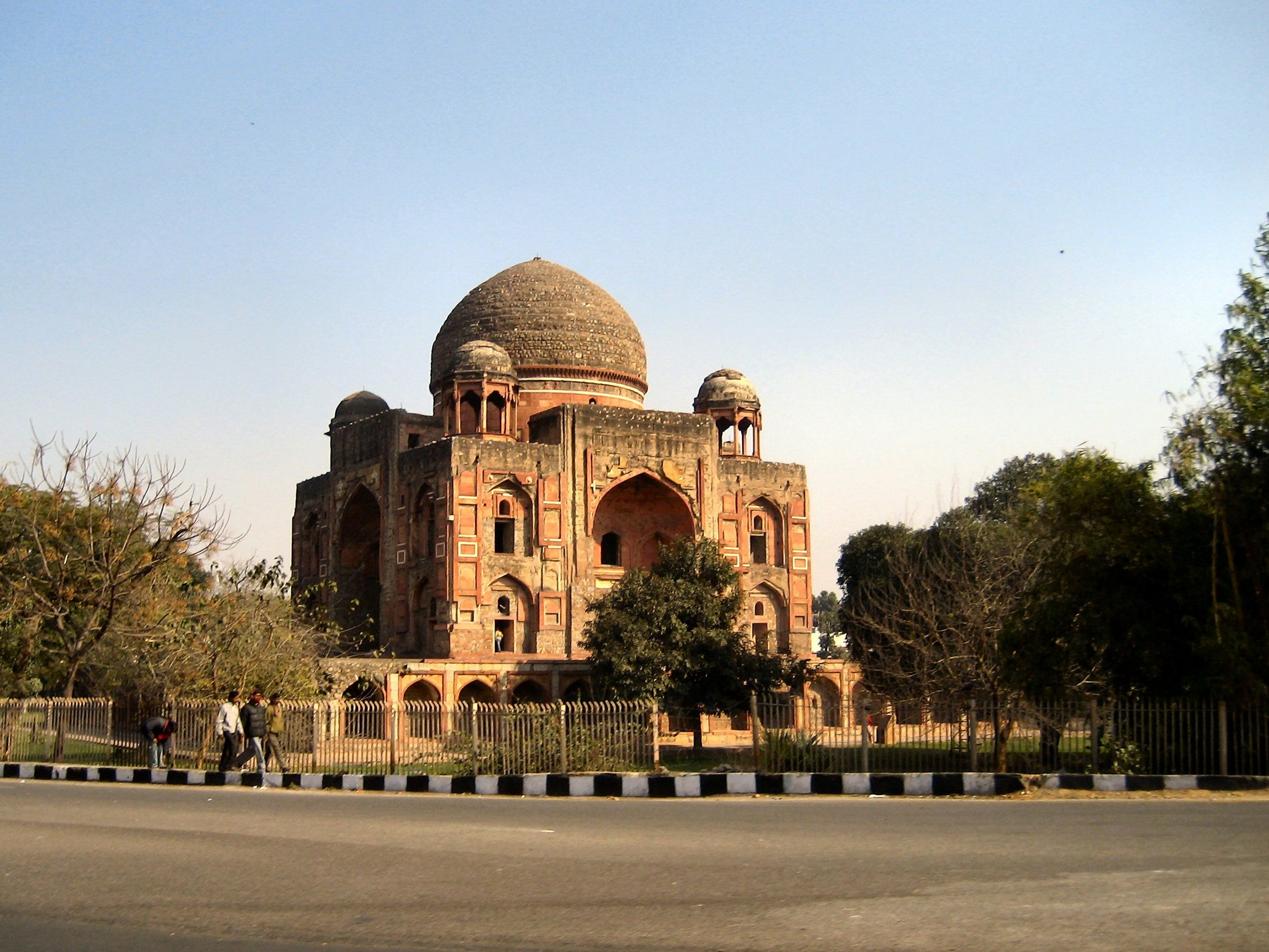
آرامگاه عبدالرحیم خان‌خانان در دهلی که از آرامگاه همایون الهام گرفته شده و در نزدیکی همان بنا نیز قرار دارد.

- آرامگاه خان خانان (Abdul Rahim Khan-I-Khana's Tomb)

میرزا عبدالرحیم خان‌خانان (۱۷ دسامبر ۱۵۵۶ - ۱۶۲۷ م /۱۴ صفر ۹۶۴ - ۱۰۳۶ ه‍.ق) پسر محمد بیرام‌خان خان‌خانان و از وزیران صاحب قدرت جلال‌الدین اکبرشاه بود که در روند مهاجرت هنرمندان ایرانی به هند نقش مؤثری داشت.
بنای آرامگاه عبدالرحیم خان خانان توسط او برای همسرش در ۱۵۹۵ م ساخته شد و خود او را در ۱۶۲۷ م در همان‌جا به‌خاک سپردند. این آرامگاه از آرامگاه همایون مشتق شده و نمونه‌ای از یک نسخه جمع و جور از نوع آرامگاه‌های «مکعبی» است که در دهلی زیاد استفاده شده‌است. ازارههای دیوارهای بنا در باغی استوار است که نهرهای آب و استخر آن جایگزین باغ بزرگی است که در مقبره همایون دیده می‌شود.
آرامگاه عبدالرحیم خان‌خانان در نزدیکی مجموعه نظام‌الدین اولیاء و در کنار آرامگاه همایون در دهلی واقع است.
- بازار چاندنی چوک

بازار بزرگ چاندنی چوک (به معنای میدان مهتابی) که روبروی قلعه سرخ و در ضلع شمالی مسجد جامع دهلی قرار دارد، توسط جهان آرا بیگم دختر شاه جهان و به دست سازندگان تاج محل ساخته شده و یادآور هنر و تمدن عصر گورکانیان هند است. این بازار سنتی دارای راسته‌های زیادی است که بازار اصلی شهر دهلی (قدیم) را تشکیل می‌دهد. این بازار توسط کانال‌هایی پر از آب به دو بخش تقسیم شده که آب کانال هنگام شب بسان نقره در زیر نور ماه می‌درخشیده‌است.
- قلعه تغلق آباد

پایتخت غیاث الدین تغلق در فاصله ۸ کیلومتری از قطب منار قرار دارد که به دلیل استراتژیک احداث شده و اکنون تعداد کمی از استحکامات و تالارهای زیر زمینی آن بر جای مانده‌است. بر اساس برخی حکایات ویران شدن شهر بر اثر نفرین خواجه نظام الدین اولیا بوده‌است.
- فیروز شاه کتلا

در شهر فیروزآباد هند، نزدیک به دهلی گیت در قرن ۱۴ میلادی به وسیله فیروز شاه تغلق ساخته شد. ستون معروف سنگی به ارتفاع ۱۴ متر حامل پیغام صلح آشوکا در این محل قرار دارد.
- موزه صنایع دستی دهلی

از دیگر اماکن دیدنی دهلی موزه ملی صنایع دستی دهلی است که شامل ۳۳۰۰۰ نمونه از صنایع دستی مختلف است.

### اماکن مذهبی غیر اسلامی
معبد آکشاردام که بزرگ‌ترین معبد آیین هندو در جهان به حساب می‌آید، چترپور مندیر (شهر معابد)، بیرلا مندیر، بنگالاصاحب گوردوارا، کلیسای قلب روحانی و معبد ایسکون، از معروفترین معابد و اماکن مذهبی غیر اسلامی در دهلی به‌شمار می‌رود.

### پارک‌ها

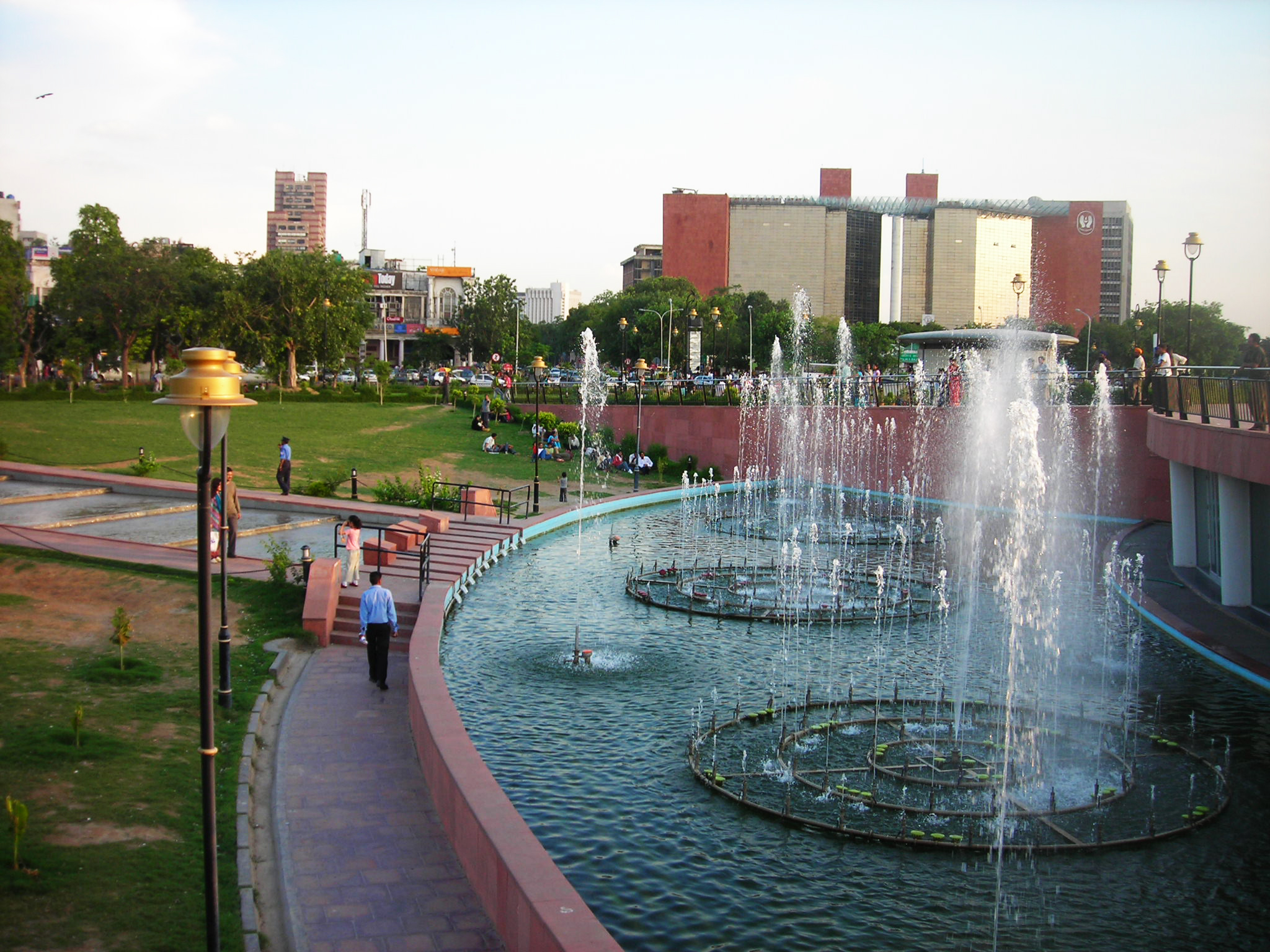
پارک دهلی

لودی گاردن پارک پنج حس (Garden of Five Senses)، نهرو پارک، بودا پارک، پارک آهوها(Deer Park)، پارک دهلی، دلهی ریج، پارک اجمل خان و مجموعه دهولاکن از معروفترین پارک‌های این شهر محسوب می‌شوند.

### مراکز خرید
از مراکز عمده خرید برای جهانگردان می‌توان دیلّی هات، جان پت، کانات پَلِس، پالیکا بازار، اَنسال پلازا، آی.ان. ای (آینا) مارکت، سروجی نگر، کارول باغ را نام برد. صنایع دستی پارچه‌ای، چوبی و سنگی از بهترین سوغاتی‌های هند است.

## زبان
زبان‌های رسمی این شهر زبان هندی، پنجابی، اردو و انگلیسی می‌باشند.

## حمل و نقل

### هوایی
فرودگاه بین‌المللی Indira Gandhi در جنوب غربی شهر دهلی واقع شده‌است که دروازه اصلی برای ترافیک هوایی مسافران داخلی و خارجی دهلی است، که شلوغ‌ترین فرودگاه در هند و جنوب آسیا است. ترمینال شماره ۳ این فرودگاه، که با هزینه بالغ بر ۱٫۴میلیار دلار آمریکا که بین سالهای ۲۰۰۷ تا ۲۰۱۰ ساخته شد، توانایی مدیریت ۳۷ میلیون مسافر در سال را دارد.

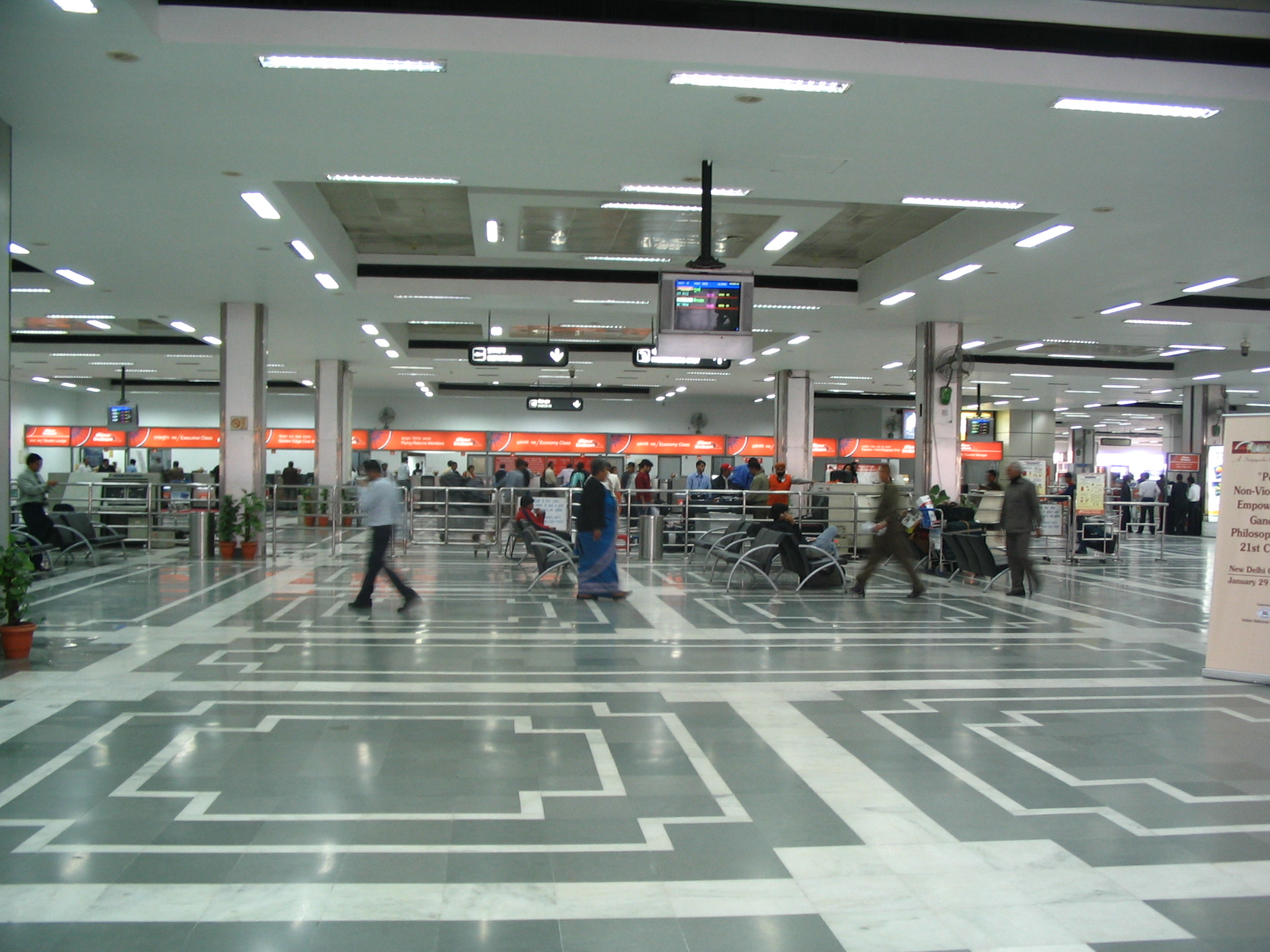
ترمینال خروجی فرودگاه بین‌المللی ایندیرا گاندی دهلی‌نو

### جاده
اتوبوس محبوب‌ترین وسیله نقلیه جاده ای در دهلی است. دهلی یکی از بزرگ‌ترین سیستم‌های حمل و نقل اتوبوسی را در هند دارا می‌باشد. در سال ۱۹۹۸ دیوان عالی هند دستور داد، برای مقابله با آلودگی هوا کلیه وسایل نقلیه عمومی باید از گاز طبیعی فشرده (CNG) استفاده کنند. پایانه‌های Kashmiri Gate ISBT, Anand Vihar ISBT و Sarai Kale Khan ISBT پایانه‌های اصلی اتوبوس به استان‌های همجوار هستند.

### ریلی
دهلی مرکز اتصال شبکه ریلی شمال هند است. ایستگاه‌های اصلی شامل New Delhi, Old Delhi و Hazrat Nizamuddin است.

### مترو
متروی دهلی در سال ۲۰۰۲ تأسیس شده و هم‌اکنون دارای ۶ خط و ۱۶۰ ایستگاه می‌باشد.

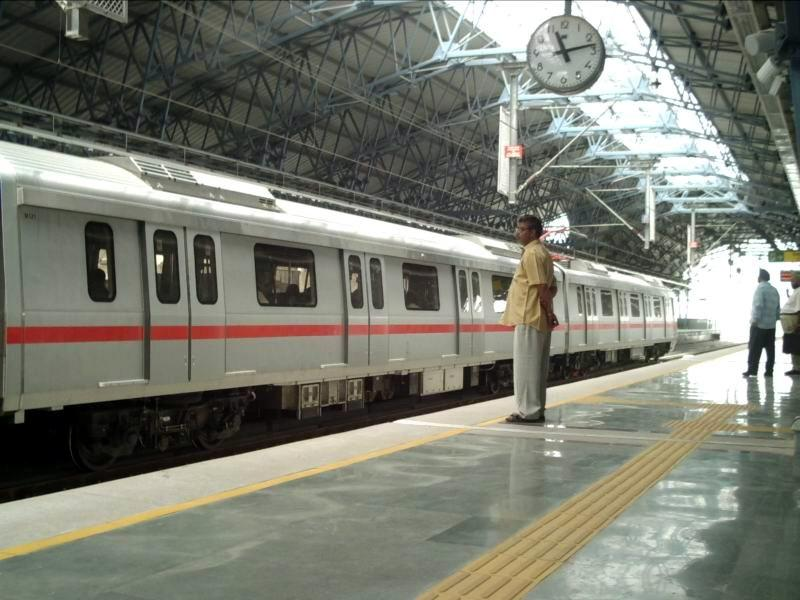
مترو دهلی

## دانشگاه‌ها
دهلی از شهرهای مهم دانشگاهی هند به‌شمار می‌رود. در سال تحصیلی ۰۵–۲۰۰۴ در دهلی ۱۶۵ کالج دایر بوده‌است شامل ۵ کالج پزشکی ۸ کالج مهندسی. شهر دهلی شش دانشگاه مهم دارد که عبارتند:
- دانشگاه جواهر لعل نهرو (Jawaharlal Nehru University) سال تأسیس ۱۹۶۹
- دانشگاه دهلی (University of Delhi) سال تأسیس ۱۹۲۱
- دانشگاه جامعه ملی اسلامی (Jamia Millia Islamia) سال تأسیس ۱۹۲۰
- دانشگاه گورو گوبیند سینگ ایندراپراستا (Guru Gobind Singh Indraprastha University) سال تأسیس ۱۹۹۸
- دانشگاه ایندرا گاندی (Indira Gandhi National Open University) سال تأسیس ۱۹۸۵
- دانشگاه جامعه همدرد (Jamia Hamdard) سال تأسیس ۱۹۸۹

افزون بر آن دهلی ۹ دانشگاه مجازی دارد.
همچنین از دیگر مراکز آموزش عالی و تحقیقاتی دهلی می‌توان به این موسسات اشاره کرد:
- All India Institute of Medical Sciences
- Indian Institute of Technology Delhi
- Netaji Subhas Institute of Technology
- Delhi College of Engineering
- Faculty of Management Studies
- Delhi School of Economics
- Indian Institute of Foreign Trade

## پانویس

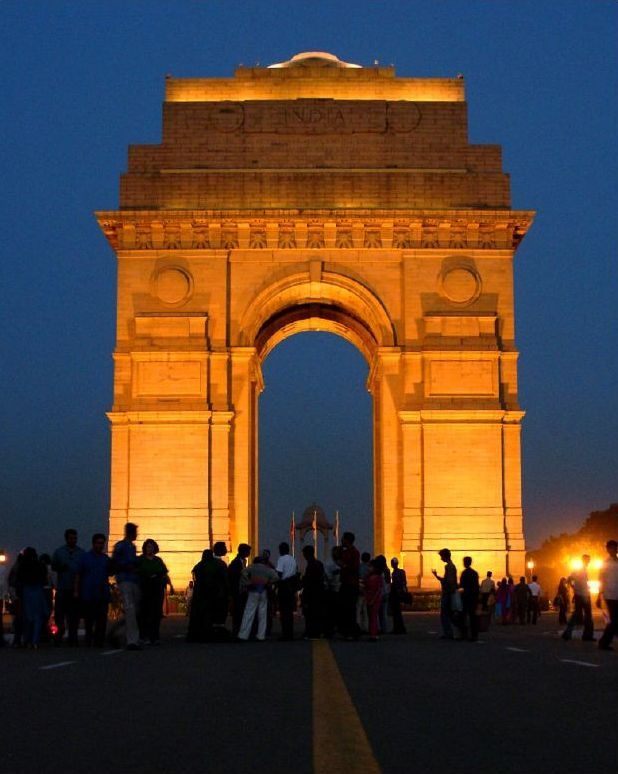
دروازه هند یاایندیا گیت

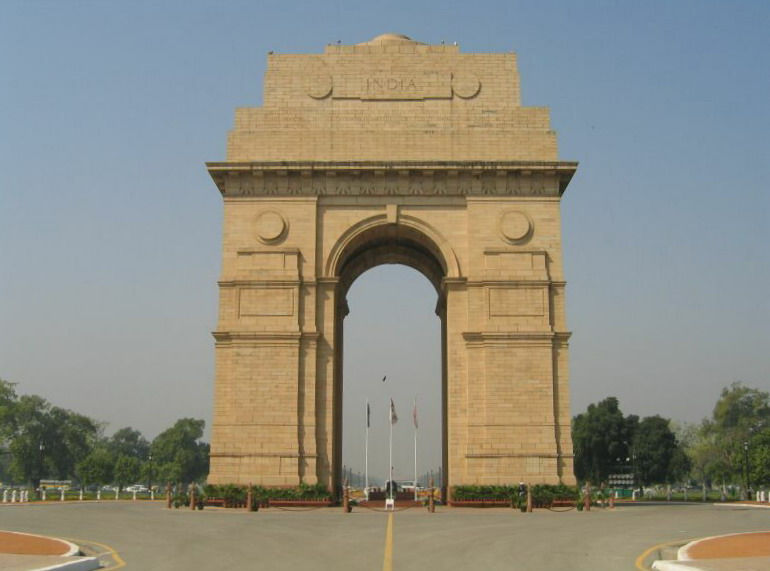
بنای یادبود سربازان هندی کشته شده در جنگ جهانی اول